# Telicota
Telicota is een geslacht van vlinders uit de familie van de dikkopjes (Hesperiidae) en de onderfamilie Hesperiinae.

## Soorten
- T. ancilla Herrich-Schäffer, 1869
- T. aroa Evans, 1934
- T. augias (Linnaeus, 1763)
- T. besta Evans, 1949
- T. brachydesma Lower, 1908
- T. brandti Parsons, 1986
- T. bulwa Parsons, 1986
- T. colon (Fabricius, 1775)
- T. doba Evans, 1949
- T. eurotas (Felder, 1860)
- T. gervasa Evans, 1949
- T. hilda Eliot, 1959
- T. kaimana Evans, 1934
- T. kezia Evans, 1949
- T. laruta Evans, 1934
- T. lettina Evans, 1934
- T. linna Evans, 1949
- T. melanion (Mabille, 1878)
- T. mesoptis Lower, 1911
- T. ohara (Plötz, 1883)
- T. paceka Fruhstorfer, 1911
- T. sadra Evans, 1949
- T. sadrella Parsons, 1986
- T. subha Fruhstorfer, 1911
- T. ternatensis Swinhoe, 1907
- T. torsa Evans, 1934
- T. vinta Evans, 1949